# Abraham Lincoln : L'homme qui rêva l'Amérique
Abraham Lincoln : L'homme qui rêva l'Amérique (titre original : Team of Rivals: The Political Genius of Abraham Lincoln) est un livre de l'historienne Doris Kearns Goodwin, publié en 2005 chez Simon & Schuster. Sa version traduite en français est sortie en 2012 aux Éditions Michel Lafon, dans une traduction de Catherine Makarius.
Il s'agit d'une biographie d'Abraham Lincoln et des membres de son administration de 1861 à 1865. Le livre se focalise sur la lutte de Lincoln pour résoudre les conflits de personnes autour de lui, pour l'abolition de l'esclavage et la fin de la guerre de Sécession.

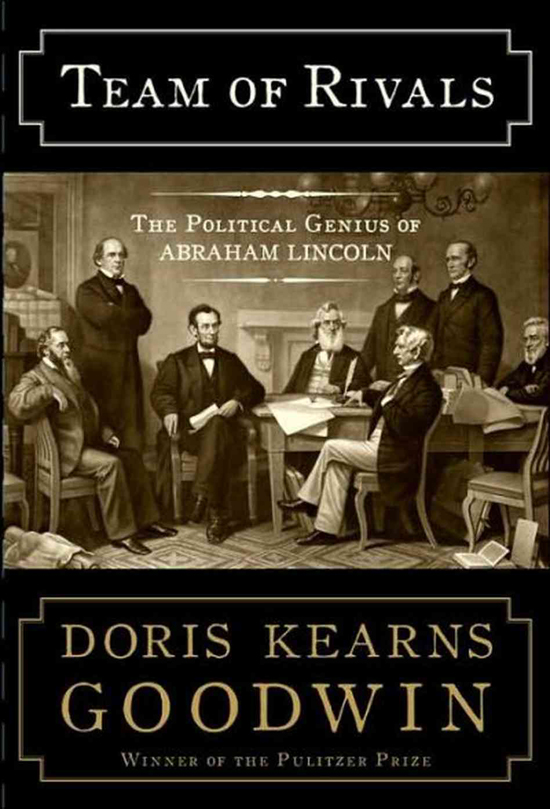
Couverture du livre.

## Adaptation au cinéma
Le livre a été porté à l'écran par Steven Spielberg en 2012, avec un film intitulé Lincoln. Daniel Day-Lewis y incarne Lincoln, quand Sally Field joue le rôle de son épouse Mary Todd Lincoln.